# Хорвати-Средњаци
Хорвати-Средњаци је назив месног одбора у загребачкој Градској четврти Трешњевка - југ.
На територију Месног одбора делују Основна школа „Јосип Рачић“, Основна школа „Хорвати“, Спортска гимназија „Загреб“, као и Спортско-рекреацијски центар „Младост“. На том подручју је и Студенстски дом „Стјепан Радић“. 